# Berglangenbach

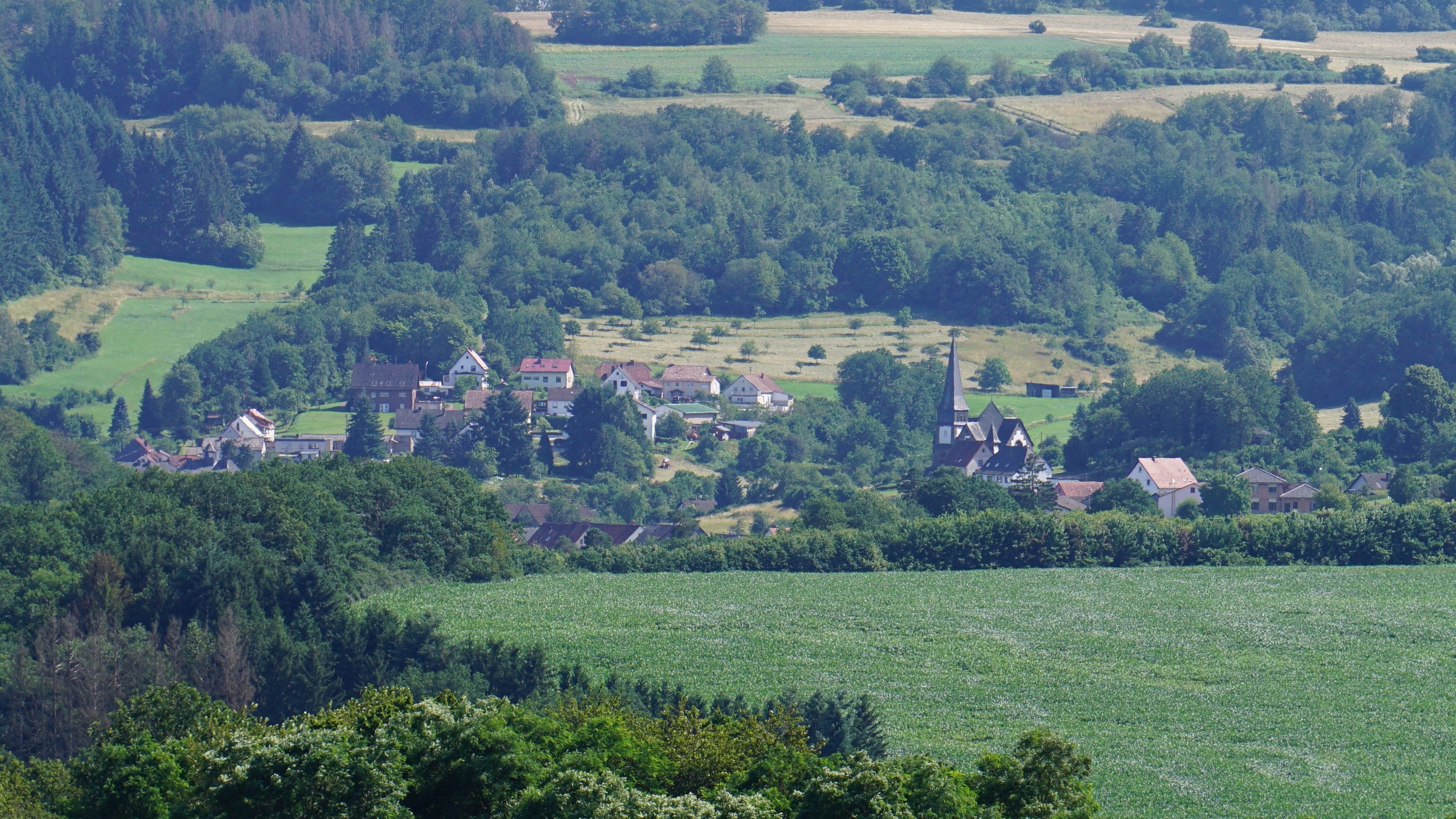
Blick auf Berglangenbach mit der Kirche Berglangenbach in der rechten Bildhälfte

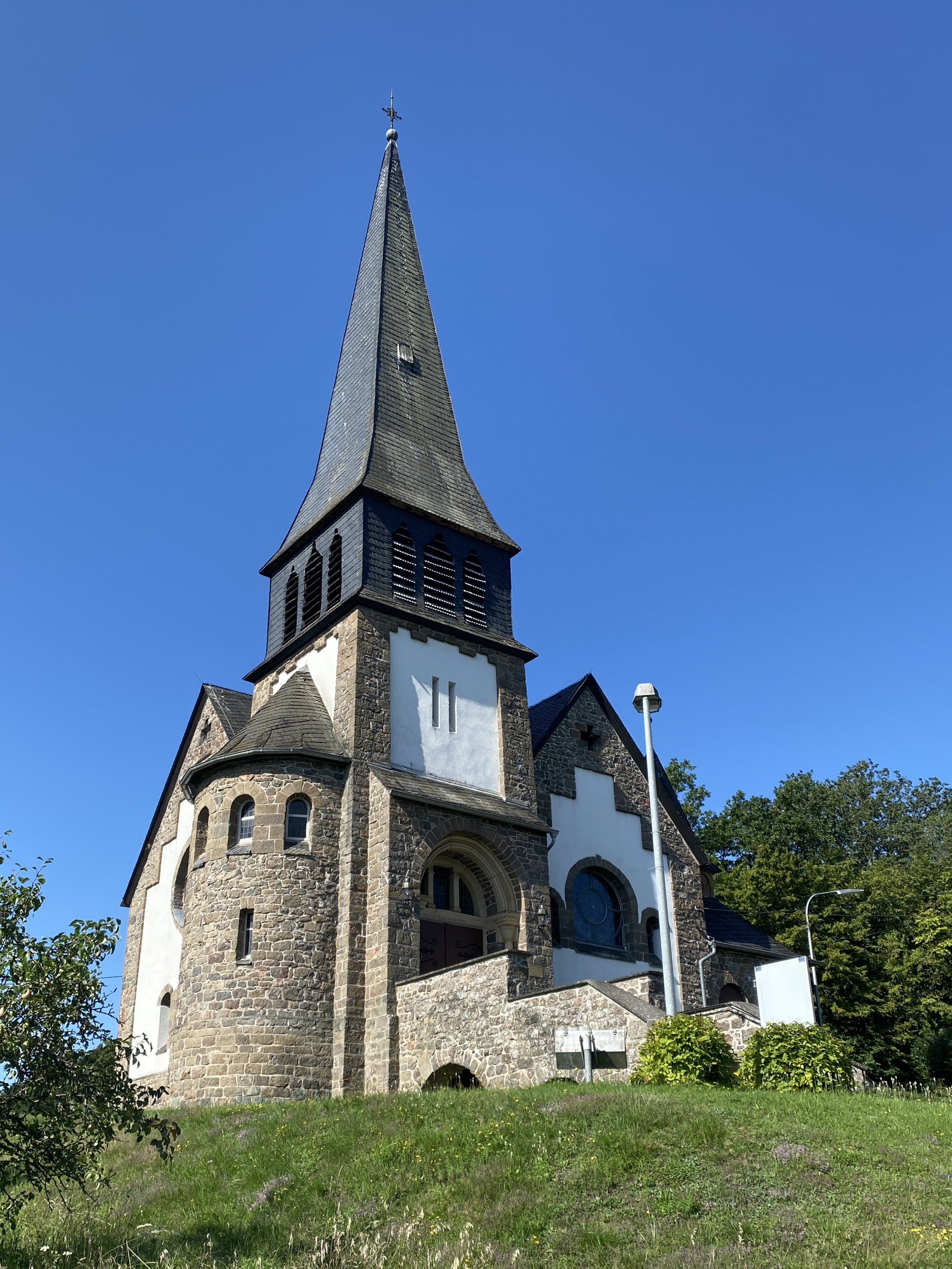
Kirche Berglangenbach

Berglangenbach ist eine Ortsgemeinde im Landkreis Birkenfeld in Rheinland-Pfalz. Sie gehört der Verbandsgemeinde Baumholder an.

## Geographie
Berglangenbach gehört zum Westrich und liegt im Saar-Nahe-Bergland nahe der Grenze zum Saarland.
Zu Berglangenbach gehören auch die Wohnplätze Bächelshöfe und Zinkweilerhof.
Nachbarorte von Berglangenbach sind die Ortsgemeinden Heimbach im Norden, Ruschberg im Nordosten, Fohren-Linden im Südosten, Rohrbach und Rückweiler im Süden sowie Leitzweiler im Südwesten.

## Geschichte
Der Ort gehörte bis zum Ende des 18. Jahrhunderts zu dem aus der Grafschaft Veldenz stammenden Teil des Herzogtums Pfalz-Zweibrücken und war der Schultheißerei Berschweiler im Oberamt Lichtenberg zugeordnet. Im Jahr 1790 lebten 30 Familien im Ort. Die Gemarkung von Berglangenbach umfasste 574 Hektar.
Im Jahr 1794 wurde das Linke Rheinufer von französischen Revolutionstruppen eingenommen. Von 1798 bis 1814 gehörte Berglangenbach zum Kanton Baumholder im Saardepartement. Aufgrund der auf dem Wiener Kongress (1815) getroffenen Vereinbarungen kam die Region 1816 zum sachsen-coburgischen Fürstentum Lichtenberg, dem es bis 1834 angehörte. Die Gemeinde Berglangenbach gehörte zunächst zur Bürgermeisterei Berschweiler, von 1823 an zur Bürgermeisterei Burglichtenberg. Nach dem Verkauf an Preußen und der Auflösung des Fürstentums Lichtenberg kam Berglangenbach zum neu errichteten Kreis St. Wendel in der Rheinprovinz. Seit 1937 gehört Berglangenbach zum Landkreis Birkenfeld und ist seit 1946 Teil des Landes Rheinland-Pfalz.
Bevölkerungsentwicklung
Die Entwicklung der Einwohnerzahl von Berglangenbach, die Werte von 1871 bis 1987 beruhen auf Volkszählungen:
| Jahr | Einwohner |
| ---- | --------- |
| 1815 | 163       |
| 1835 | 306       |
| 1871 | 375       |
| 1905 | 382       |
| 1939 | 501       |
| 1950 | 563       |
| 1961 | 593       |

| Jahr | Einwohner |
| ---- | --------- |
| 1970 | 578       |
| 1987 | 527       |
| 2005 | 483       |
| 2011 | 450       |
| 2017 | 449       |
| 2023 | 457       |

## Politik

### Gemeinderat
Der Gemeinderat in Berglangenbach besteht aus acht Ratsmitgliedern, die bei der Kommunalwahl am 9. Juni 2024 in einer Mehrheitswahl gewählt wurden, und dem ehrenamtlichen Ortsbürgermeister als Vorsitzendem.

### Bürgermeister
Kurt Jenet (SPD) wurde im Dezember 2014 Ortsbürgermeister von Berglangenbach. Bei der Direktwahl am 26. Mai 2019 wurde er mit einem Stimmenanteil von 50,69 % für weitere fünf Jahre in seinem Amt bestätigt. Bei der Direktwahl am 9. Juni 2024 konnte Jenet, der als Einzelbewerber antrat, sein Amt mit 71,3 % der Stimmen gegen einen weiteren Kandidaten verteidigen.
Jenets Vorgänger Helmut Theis übte das Amt zehn Jahre aus, trat 2014 aber nicht erneut an.

### Wappen
| Wappen von Berglangenbach | Blasonierung: „Im geteiltem Schild oben in Silber ein wachsender rotbewehrter und rotgezungter blauer Löwe, unten in Grün ein erhöhter, silberner Dreiberg, belegt mit blauem Wellenband.“                                                                   |
| Wappen von Berglangenbach | Wappenbegründung: Der blaue Löwe verweist auf die ehemalige Zugehörigkeit zur Grafschaft Veldenz. Der Dreiberg und das Wellenband symbolisieren den Ortsnamen (redendes Wappen). Das Wappen wurde 1965 vom rheinland-pfälzischen Innenministerium genehmigt. |

## Kultur und Sehenswürdigkeiten

### Bauwerke
Die Berglangenbacher Kirche befindet sich in exponierter Lage westlich der Ortsmitte, ist weithin sichtbar und prägt das Ortsbild. Das Bauwerk ist ein kleiner historisierender Effusivsteinbau und gilt als Baudenkmal.

### Veranstaltungen
- Bauern- und Kunsthandwerkermarkt (jährlich im September, im Jahr 2024 zum 25. Mal)[14]
- Berglangenbacher Kerb (jährlich)

## Wirtschaft und Infrastruktur

### Öffentliche Einrichtungen
Berglangenbach hat ein Dorfgemeinschaftshaus (Bürgersaal) und eine Markthalle.

### Verkehr
Im Süden verläuft die Bundesautobahn 62. Berglangenbach ist durch die als Stichstraße angelegte Kreisstraße 59 (im Ort: Hauptstraße) an die Landesstraße 347 angebunden.
In der Ortsgemeinde Heimbach befindet sich ein Bahnhof der Nahetalbahn. Dort beginnt die Strecke nach Baumholder.